# Pierre de Cros
Ne doit pas être confondu avec Pierre Ier de Cros ou Pierre d'Auvergne (théologien).
Pierre de Cros, parfois de Croze, (c.1320 – 1388, Avignon) fut religieux de Saint-Martial, abbé de Tournus, évêque de Saint-Papoul (1361-1370), archevêque de Bourges (1370-1374), camerlingue de l'Église romaine en 1371, archevêque d’Arles (1374-1388) et cardinal (1383).

## Biographie
D'origine limousine, Pierre de Cros est né  à Saint-Exupéry-les-Roches dans le canton et arrondissement d'Ussel ; c'est un proche parent du pape Grégoire XI. Son frère Jean est cardinal-évêque de Limoges.
Après avoir été religieux de Saint-Martial et abbé de Tournus, il est fait successivement évêque de Saint-Papoul, archevêque de Bourges et, en 1374, archevêque d'Arles.
Avec son frère Jean, ils jouent un rôle important pendant le schisme, auprès de l'antipape Clément VII. Ce dernier le décore en 1383 de la pourpre romaine au titre cardinalice Santi Nereo e Achilleo ; Pierre de Cros abandonne à cette occasion la charge de camérier tenue pendant douze ans. C'est pendant son archiépiscopat que se déroule la guerre de l'Union d'Aix qui oppose en Provence les partisans des deux prétendants à la succession de la reine Jeanne soutenus respectivement par les papes Clément VII, l'anti-pape d'Avignon, et Urbain VI, le pape de Rome. 
Il est l’objet de vives accusations dans la sentence d'excommunication, lancée contre Clément VII et ses adhérents par le pape Urbain VI.
Dans l'acte qui exprime ses dernières volontés, le docteur Sabathéry figure parmi ses exécuteurs testamentaires. Il meurt en 1388 à Avignon.

## Armoiries
Ses armes sont "D'azur à trois pans de murailles, crénelées d'argent, maçonnées de sable, au chef de gueules."